# Анто Станичић
Анто Станичић (Тиват, 18. децембар 1909 – 1991) био је црногорски и српски дечији писац, најпознатији по роману Мали пират који је деценијама био део лектире у основним школама широм бивше СФРЈ. Био је делимично хрватске националности, али је живео у Београду и стварао на српском језику.

## Биографија
Школовао се у Дубровнику и Загребу, а у Београду је радио као новинар дечијих емисија на Радио Београду. Његов деда Перо био је морнар, па је море чест мотив у његов књигама, као и историја Боке которске. Превођен је на македонски, словеначки, мађарски и чешки језик. Добитник је награде Политикиног Забавника за роман Галебово гнездо и Повеље Змајевих дечјих игара 1991.

## Дела
- Приче на граници истине (1951, Младост Загреб)
- Мали пират (1956, Младост, Загреб)
- Бамбусов штап (1959, Младост, Загреб)
- Ратни брод Велика Султанија (1964, Младост, Загреб)
- Тамо где се таласи разбијају (1964, Младост, Загреб)
- Африканац и друге приче (1971, Младост, Загреб)
- Нојева барка (1974, Дечије новине, Горњи Милановац)
- Бинга (1974)
- Минуш (1977)
- Ђердан прича за децу (1979)
- Галебово гнездо (1980, Нолит, Београд)
- Којим путем Африканче (1984, Нолит, Београд)
- Прича о Суници (1985, Нолит, Београд)
- Бескућне куће (1987, Нолит, Београд)
- Тајне верига (1988, Нолит, Београд)
- Немирна (1991)[2]